# Deutsche Botschaft Gaborone
Die Deutsche Botschaft Gaborone ist die offizielle diplomatische Vertretung der Bundesrepublik Deutschland in der Republik Botsuana.

## Lage und Gebäude
Die Botschaft befindet sich unweit des Regierungsviertels der Hauptstadt an der Hauptfußgängerachse Mall in Nachbarschaft der britischen High Commission. Die Straßenadresse lautet: Main Mall, Queens Road 1079–1084, Gaborone.

## Organisation und Aufgaben
In der Botschaft werden die Sachgebiete Politik, Wirtschaft, Kultur und Öffentlichkeitsarbeit bearbeitet. Entwicklungszusammenarbeit zählt nicht mehr zu den Aufgaben der Botschaft: Die Finanzielle Zusammenarbeit (FZ) wurde 1992 eingestellt, die Technische Zusammenarbeit (TZ) endete 2004. Lediglich das Thema duale Berufsausbildung spielt noch eine größere Rolle.

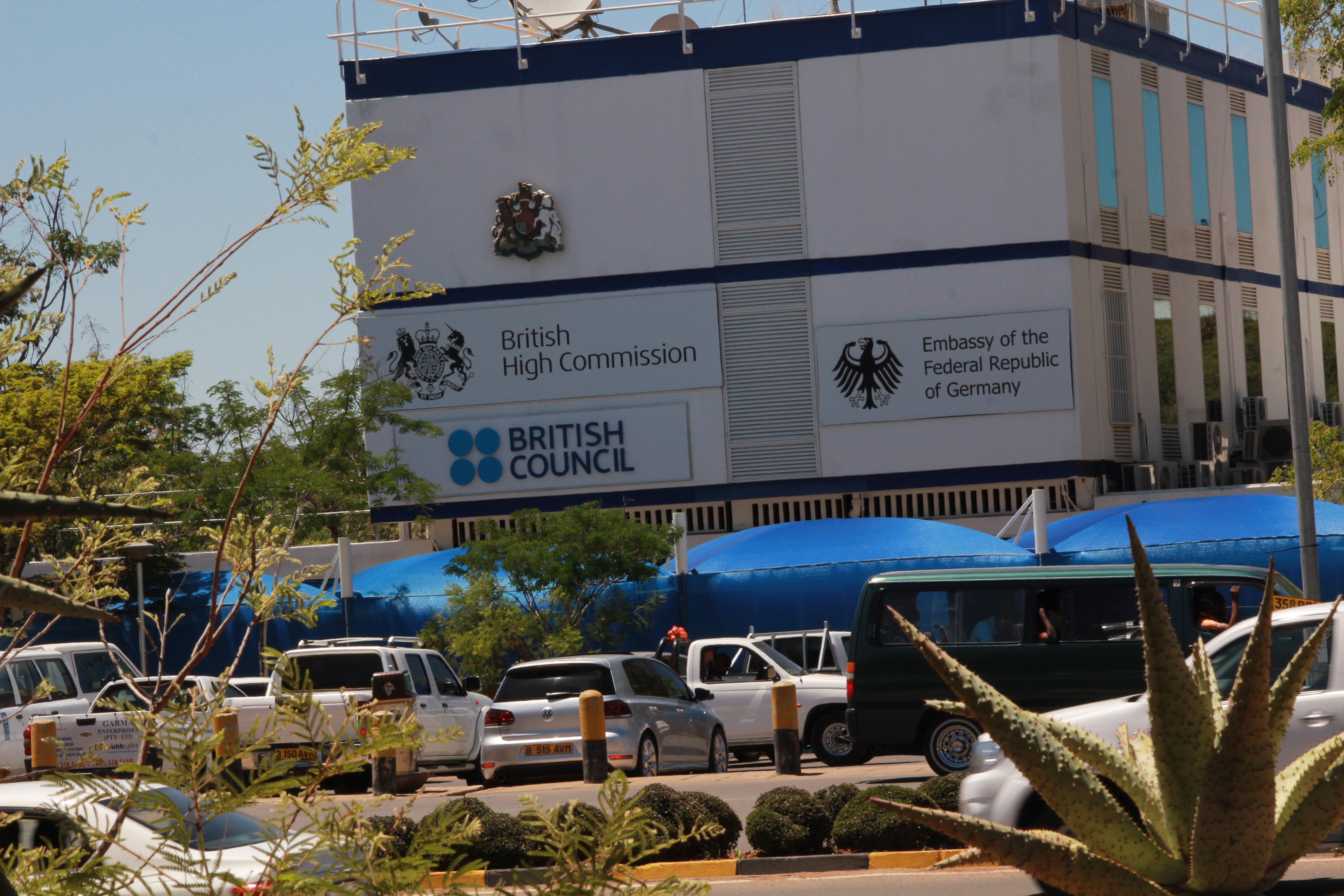
Das Bürogebäude, in dem die deutsche und die britische Vertretung arbeiten.

Die Botschaft bietet vollumfänglich konsularische Dienstleistungen für deutsche Staatsangehörige an und stellt Schengen- und nationale Visa aus. In Maun, der Hauptstadt des North West District, ist eine Honorarkonsulin der Bundesrepublik Deutschland ansässig.

## Geschichte
Nachdem Botsuana am 30. September 1966 von der früheren Kolonialmacht, dem Vereinigten Königreich, unabhängig geworden war, erfolgte die Anerkennung durch die Bundesrepublik Deutschland bei gleichzeitiger Mitteilung der Bereitschaft zur Aufnahme diplomatischer Beziehungen. Die Botschaft Gaborone wurde jedoch erst am 24. September 1975 eröffnet. Zuvor waren die Botschafter in Lusaka (Sambia) in Botsuana nebenakkreditiert.
Am 13. Mai 1977 nahmen Botsuana und die DDR diplomatische Beziehungen auf. Es entstand jedoch keine Botschaft der DDR in Gaborone; die Botschafter in Lusaka (Sambia) waren in Botsuana nebenakkreditiert.